# 曺亨富
曺 亨富（チョ・ヒョンブ、朝鮮語: 조형부、1928年2月17日 - 2020年8月5日）は、大韓民国の軍人、警察署長、政治家、実業家。第11代韓国国会議員。
本貫は昌寧曺氏、号は清潭。仏教徒。

## 経歴
日本統治時代の慶尚南道統営郡（現・巨済市）沙等面出身。東亜大学校法政大学卒。軍技師・軍需基地司令部憲兵部次長・釜山中部署長、中央情報部慶南支部捜査課長、東陽建設・世原会長、第9代釜山商工会議所議員、望山奨学会長、アジア国会議員連合（APPU）韓国代表、韓・ニュージーランド議員連盟幹事、議政同友会報道官、第11代国会建設常任委員会幹事、大韓建設協会釜山市会長を務めた。1963年の第6代総選挙にも出馬したが落選した。
2020年8月5日死去。